# Eopenthes pallipes
Eopenthes pallipes är en skalbaggsart som beskrevs av Sharp 1908. Eopenthes pallipes ingår i släktet Eopenthes och familjen knäppare. Inga underarter finns listade i Catalogue of Life.